# 乐姓
樂姓為漢姓之一，在《百家姓》中排名第81位。
乐姓有两种发音，一读如「音樂」的「樂」，一读如「快樂」的「樂」。

## 起源
潛公首修族譜所作序云："樂氏出自於帝嚳，傳至宋微子之後，以父王為姓"。帝嚳姓姬名俊，號高辛氏，河南商丘人，帝嚳之子契是商族的第一位先公，乃宋國第九位國君，溢號"戴"即宋戴公，子姓名撝，是黃帝的四十二世後裔，周朝宋國第十一任君主(公元前799年~公元前766年)。老譜吊線圖又云："宋戴公子衎字樂父受姓之祖居桐門"。衎即子衎乃宋戴公第三子，黃帝第四十三世後裔，字樂父。其後裔以其字"樂父"的"樂"為姓，立姓的地點是在河南商丘的桐門。由此可知，子衎是樂氏的源祖。樂氏共經歷了從"姬姓到子姓再到樂姓"這樣一個演變過程。
公元前1046年，周武王以商紂王昏庸無道、淫亂暴虐為由，一舉消滅了殷商王朝，殺了商紂王。周武王滅商後，曾封紂的兒子武庚祿父以繼殷祀。但是，當周武王病卒，其子周成王年幼，由武王弟周公旦攝政時，武庚祿父趁機造反，經過三年戰鬥才殺了武庚，把武庚勢力剷平。之後，周成王發布了《微子之命》，封微子于"東夏"，即宋國，以替武庚為殷祀，守護殷商宗廟。
中華樂氏起源的六世先祖：

一世：樂父衎

二世：傾父澤

三世：季甫、夷父須

四世：樂仆伊、樂預、樂呂

五世：樂伯、樂耳、樂嬰齊

六世：樂懼、樂喜
參考來源：

## 延伸阅读
[在维基数据编辑]
 《百家姓》
 《欽定古今圖書集成·明倫彙編·氏族典·樂姓部》，出自陈梦雷《古今圖書集成》